# スウィフトシュア級戦艦
スウィフトシュア級戦艦 (HMS Swiftsure class battleship) は、イギリス海軍がかつて保有していた前弩級戦艦の艦級の一つである。もともとはチリ海軍向けの二等戦艦として発注されていたが、アルゼンチンとの協定で手放すことになりイギリスが購入したという経緯があり、同時代のイギリス戦艦と比較して性能は劣っていた。

## 概要
スウィフトシュア級はチリ海軍が、コンスティトゥシオンとリベルタードという名前で戦艦の建造をイギリスのアームストロング社に注文していた。チリと緊張感が高まっていたアルゼンチンがイタリアに注文していたジュゼッペ・ガリバルディ級装甲巡洋艦「リヴァダヴィア」と「モレノ」に対抗するものであったが、チリとアルゼンチンでの戦争を望まないイギリスが仲介し、1902年5月28日に協定が結ばれ、この建造中の軍艦2隻ずつは売却されることとなった（南アメリカの建艦競争を参照）。日本が日露戦争に備えてこの2艦の戦艦を購入しようとしたが果たせず、ロシアに売却される恐れが生じたために日英同盟のよしみでイギリスが買い取ったという経緯がある。
これら2艦はスウィフトシュア及びトライアンフと名づけられた。2艦は1904年に竣工している。購入予定国のチリの事情にあわせた設計であり、他の英国戦艦とは異質であり、そのため艦隊に編入しても他艦と同一行動ができず、たった2隻だけでは有力な戦隊も編成できず、主に海外派遣任務に用いられた。強いて挙げれば二等戦艦のバーフラー級戦艦・レナウンとは性格的に似通っていたが、これら3艦は性能不足と判断されて早々に除籍されている。
それでも第一次世界大戦に投入され、トライアンフはガリポリの戦いにおいてドイツ潜水艦U-21による魚雷攻撃によって撃沈されている。スウィフトシュアは標的艦に改装となった後の1920年に退役、スクラップとなった。

## 艦形について

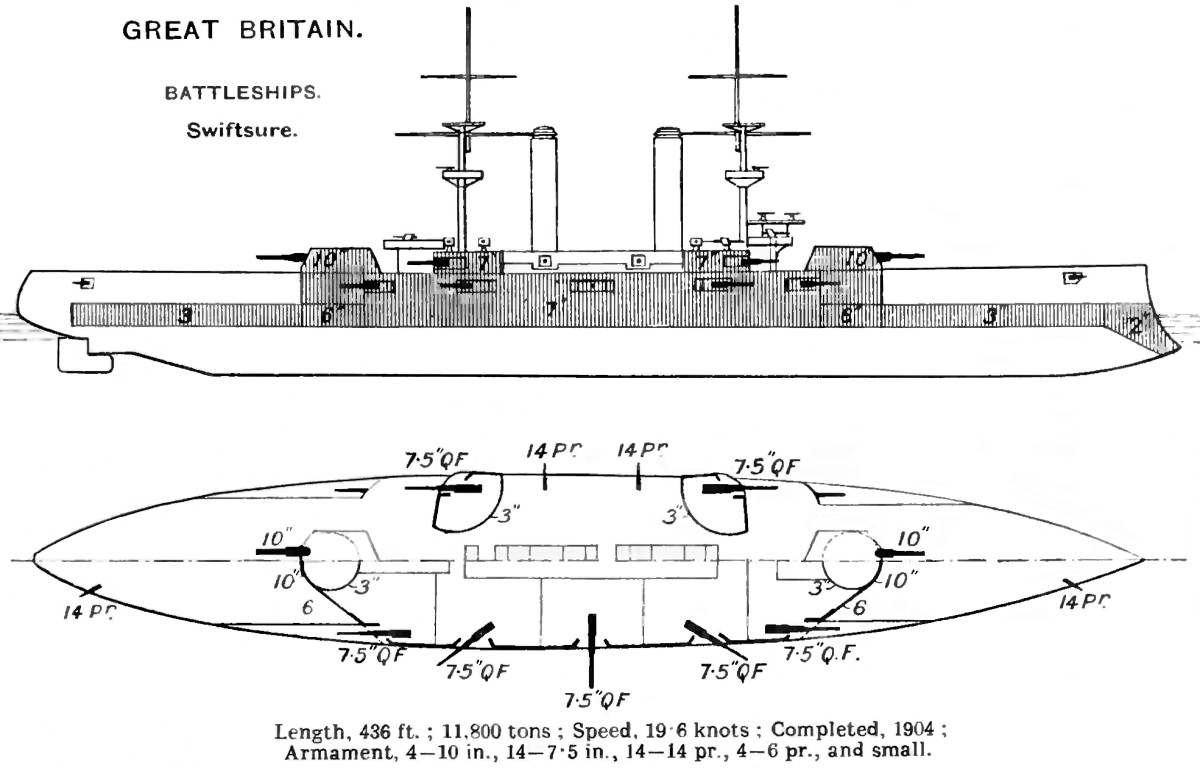
本型の武装・装甲配置を示した図。

本級の基本設計は同年代の前弩級戦艦の艦形を小型化し、砲力・装甲を減じ、代わりに速力を増加した艦として纏められた。
本級の船体形状は当時の主流である平甲板型船体で、艦首水面下に衝角を持つ艦首から前部甲板上に「アームストロング 1904年型 Mark VI  25.4cm（45口径）砲」を連装式の砲塔に収めて1基を配置、艦橋構造は司令塔を下部に組み込んだ船橋を両側に持つ箱型艦橋の背後に二段の見張り所を持つミリタリー・マストが1本立つ。船体中央部に2本煙突が立ち、煙突の周囲は艦載艇置き場となっており、船体中央部にイギリス式設計では珍しいグース・ネック（鴨の首）型クレーンが片舷に1基ずつの計2基で運用される。2番煙突の後部に後部ミリタリー・マストが1本立ち、後部甲板上に後向きの25.4cm連装主砲塔が1基配置された。主砲口径を妥協した代わりとして副砲を強化しており、19.1cm単装砲を7基計14門搭載し、左右の舷側には1番煙突から2番煙突の間に、甲板上に2基、舷側ケースメイト配置で5基配置された。
装甲防御は妥協したものの同じく妥協している砲力とはバランスしており、速度も当時の戦艦としてはかなり優速であり、言わば、前弩級小型高速戦艦、あるいは大型装甲巡洋艦、後の巡洋戦艦の先駆と呼べる性格の艦であった。しかしながら小型の主砲と大型の副砲の組み合わせは、フィッシャー提督が推進する単一巨砲艦とは正反対の性格の艦であり、英国艦隊では継子扱いであった。

### 主砲

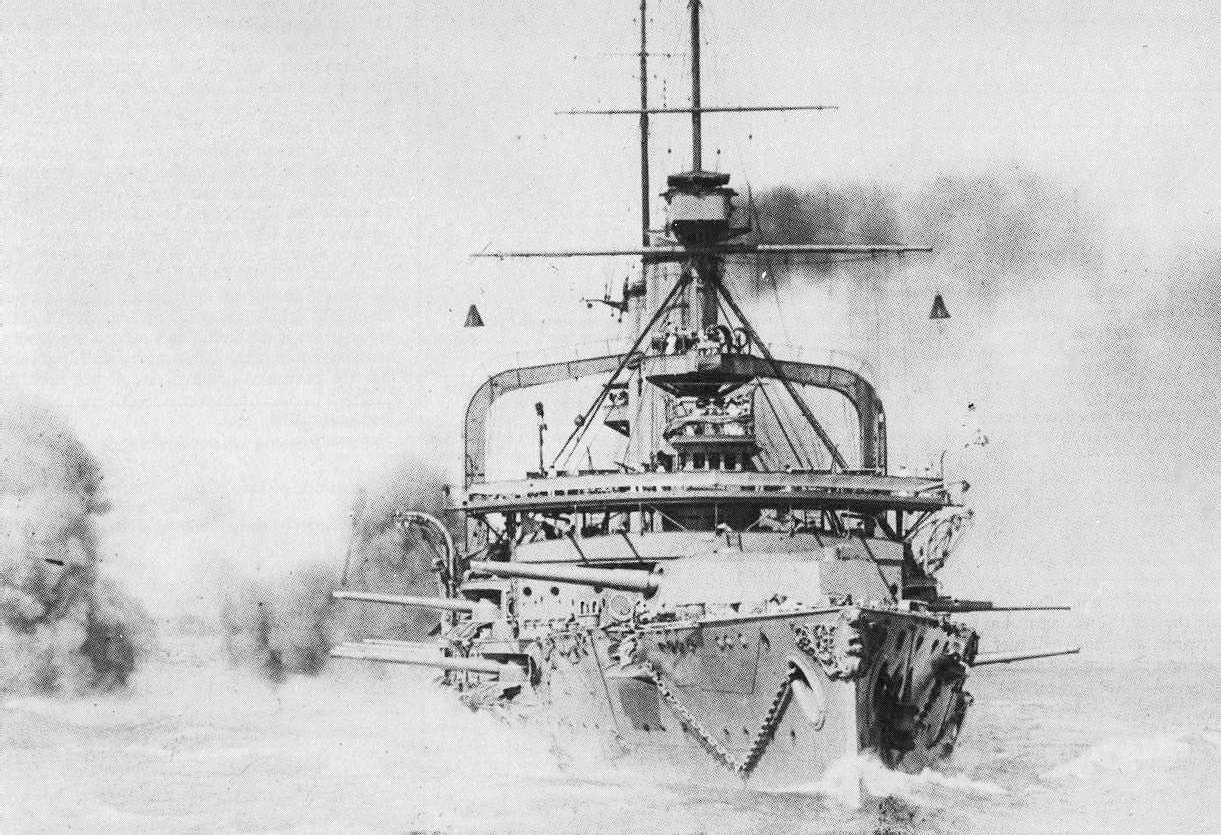
写真は主砲射撃中の「スウィフトシュア」。本級の副武装は後の準弩級戦艦を思わせる強力な兵装であった。

本級の主砲はアームストロング社の新設計の「アームストロング 1904年型 Mark VI  25.4cm（45口径）砲」を採用した。その性能は227kgの砲弾を、最大仰角13.5度で13,530mまで届かせられ、射程9,140 mで305mmの鉄板を貫通できる性能を有していた。この砲を新設計の連装式の砲塔に収めた。砲塔の俯仰能力は仰角13.5度・俯角3度である。旋回角度は単体首尾線方向を0度として左右150度の旋回角度を持つ、主砲身の俯仰・砲塔の旋回・砲弾の揚弾・装填は主に水圧で行われ、補助に人力を必要とした。装填形式は自由角装填を採用しており、装填角度は仰角5度・俯角3度の間で装填できた。発射速度は1分間に3発であった。
設計は新しいものの、口径は抑えられており、装甲巡洋艦の主砲や準弩級戦艦の中間砲にも同一口径の採用例がある。同じ口径の主砲を採用した戦艦の例としては、バーフラー級やレナウンがあるが、戦艦としては性能不足と判断されて、早々に除籍されている。

### その他の備砲・水雷兵装

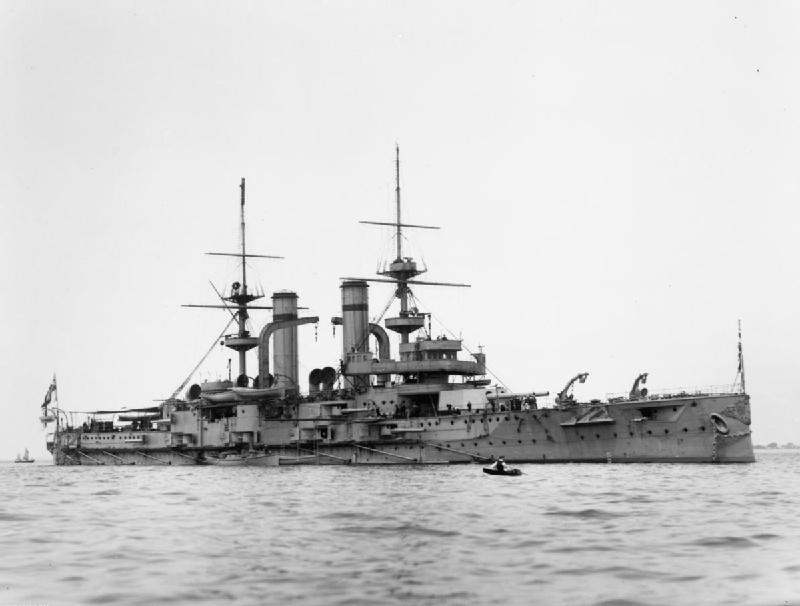
写真は姉妹艦の「トライアンフ」。

通常の同世代のイギリス前弩級戦艦が15.2cm砲を採用している所を、本級の副砲は主砲の威力不足を補うため、破壊力を優先し、装甲巡洋艦の主砲クラスの口径である「アームストロング 1904年型 Mark III 19.1cm（50口径）速射砲」を採用した。その性能は90.7kgの砲弾を、最大仰角15度で主砲並の13,100mまで届かせられ、射程9,140 mで102mmの鋼板を貫通できる性能を有していた。この砲を単装砲架で舷側ケースメイト（砲郭）配置で片舷7基ずつ計14基を配置した。俯仰能力は仰角15度・俯角5度である。旋回角度は160度の旋回角度を持つ、砲身の俯仰・砲塔の旋回・砲弾の揚弾・装填は主に水圧で補助に人力を必要とした。発射速度は1分間に5～6発であった。このクラスの副砲を搭載する戦艦は他にもあるが、前弩級戦艦よりも一段と強化されているとして、準弩級戦艦に分類されている。ただし本艦は主砲威力に劣る事から準弩級戦艦としては扱われていない。
他に対水雷艇迎撃用に「アームストロング Marks I 7.62cm（50口径）速射砲」を単装砲架で14基、「アームストロングMarks I 7.62cm（40口径）速射砲」を単装砲架で2基、「アームストロング Marks I 5.7cm（40口径）速射砲」を単装砲架で4基を装備した。対艦攻撃用に45.7cm水中魚雷発射管を単装で2門を水線部に装備した。

### 防御
上述の通り速度性能を重視し装甲重量が削減されたが、自らの砲力に比して、あるいは排水量の割には優秀な防御力を持っていた。舷側装甲は末端部でさえ76mm、中央部は178mmにも達する重厚な水線部装甲を持っていた。砲塔防御も前盾が254mmもあった。

## 参考図書
- 「Conway All The World's Fightingships 1860-1905」（Conway）
- 「世界の艦船増刊第30集　イギリス戦艦史」（海人社）
- 「世界の艦船増刊　イタリア巡洋艦史」（海人社）